# Culla de l'Óssa
La Culla de l'Óssa és un paratge del terme municipal de Conca de Dalt, a l'antic terme d'Hortoneda de la Conca, al Pallars Jussà, en territori que havia estat de l'antiga caseria de Perauba.
Està situat a l'esquerra del barranc del Vinyal, a la part baixa de la Feixa de Viu i al sud-oest del Feixanc de les Vaques.

## Etimologia
Una culla és el lloc preparat i destinat per a fer-hi una pórca, que és, al Pallars, la dotzena part d'un jornal. És, per tant, una porció de terreny molt petita. La segona part és deguda a la presència, en algun moment de la història, d'una ossa en aquest lloc.